# ویلیام اندرسون (بازیکن کریکت)
ویلیام اندرسون (فرانسوی: William Anderson‎; ۲۷ ژوئن ۱۸۵۹ – ۵ اوت ۱۹۴۳) بازیکن کریکت اهل فرانسه بود.